# Paul Gottfried Hoffmann

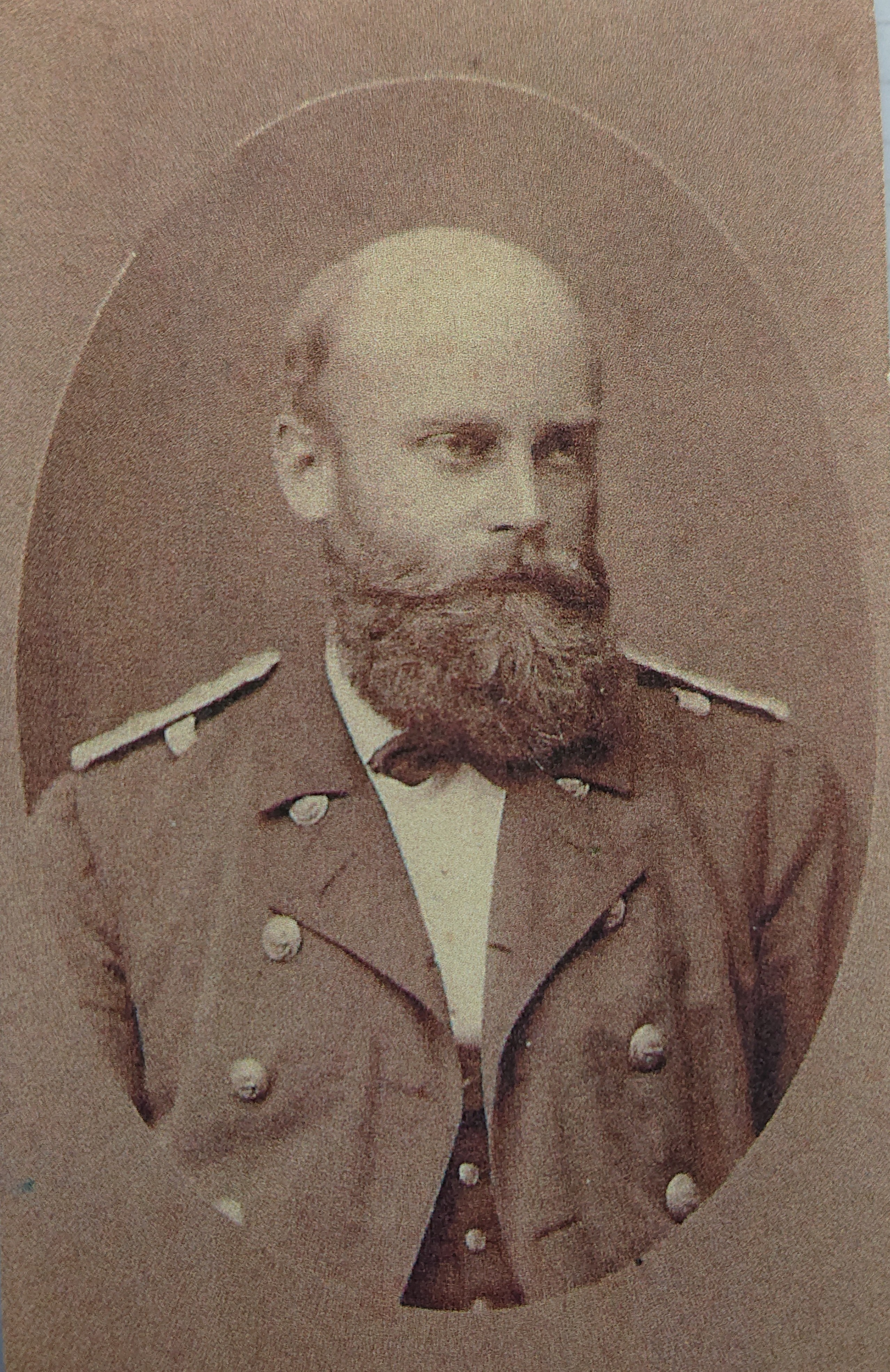
Paul G. Hoffmann 1879/80 in Sydney

 Paul Gottfried Hoffmann (* 20. Juni 1846 in Berlin; † 8. April 1917 in München) war ein deutscher Vizeadmiral.

## Werdegang
Er war ein Sohn von Carl Hoffmann (1809–1880), Baurat, Cheftechniker der Berlin-Potsdam-Magdeburg-Bahn, und der Pauline Louise Schelle (1825–1894) von Minden. Er war ein Enkel von Johann Gottfried Hoffmann (1765–1847), Professor für Philosophie und Staatswissenschaften und Gründungs-Direktor des Preußischen Statistischen Büros in Berlin und Bruder von Friedrich Albin Hoffmann (1843–1924), Professor für Innere Medizin in Dorpat, dann Leipzig.
Nach einer kurzen Lerntätigkeit in der Handelsmarine (1863/64) und der Ausbildung zum Seeoffizier (1863–1867) mit Patent zum Unterleutnant zur See folgten die üblichen Jahre (1868–1883) der weltweiten Reise- und Schulungstätigkeit als Wach- und Navigationsoffizier, ab Oktober 1868 auf der Glattdecksegelkorvette Medusa (Südliche Halbkugel, Ostasien, Südsee, Australien), gefolgt von der Ausbildung auf der von Albrecht von Stosch 1872 neu eingerichteten Marineakademie in Kiel und einer wissenschaftlichen Tätigkeit im Hydrographischen Amt der Marine; in Greenwich erlernte Hoffmann die in der deutschen Marine noch unbekannte Technik der Kompensation von Schiffskompassen. 1874 erfolgte die Beförderung zum Kapitänleutnant, 1880 zum Korvettenkapitän.
Im Rahmen einer grundsätzlichen Änderung seiner Kolonialpolitik beauftragte Otto von Bismarck im Frühjahr 1884 den Reichskommissar für Kolonialangelegenheiten, Gustav Nachtigal (1834–1885), mit lokalen Häuptlingen in Westafrika Kolonialverträge abzuschließen. Hoffmann als Kapitän des Kanonenbootes Möwe wurde ihm zur Unterstützung beigegeben. Die ersten Kolonialverträge (mit Besitzergreifung) wurden im Juli 1884 mit den Häuptlingen von Togo und Kamerun abgeschlossen (Nachtigal verstarb am 20. April 1885 an Bord der Möwe als Opfer der Malaria). Das Kanonenboot Möwe gehörte dann auch zum Geschwader unter Kommodore Karl Paschen bzw. Konteradmiral Eduard von Knorr, das im Sommer 1885 die Streitigkeiten zwischen dem Sultan von Sansibar und der Deutsch-Ostafrikanischen Gesellschaft (DOAG) beilegte. Und schließlich war Hoffmann, am 22. März 1886 zum Kapitän zur See befördert, mit der Möwe Teil der von Deutschland, England und Frankreich eingesetzten »Zanzibar Delimitation Commission«, die ab Ende 1885 die Grenzen Sansibars/Witus festlegen sollte.
Am 27. August 1886 kehrte Hoffmann nach zwei erfolgreichen Jahren in Afrika in der Heimat zurück. Zunächst wieder im Hydrographischen Amt der Marine und in der Admiralität als Leiter des Dezernates für Schiffe im Ausland, Taktik und Signalwesen tätig, wurde Hoffmann am 6. April 1888 vom Kaiser Friedrich III. zum Kommandanten der Panzerfregatte Kaiser ernannt. In dieser Funktion und mit seinem Schiff vertrat Hoffmann Deutschland im Mai 1888 an der Weltausstellung in Barcelona; er begleitete den neuen Kaiser Wilhelm II. im Sommer 1888, unmittelbar nach seiner Thronbesteigung, bei seinen Antrittsvisiten in St. Petersburg, Kopenhagen und Stockholm und Anfang August 1889 beim Antrittsbesuch bei seiner Großmutter Königin Victoria im Osborne House auf der Insel Wight. Es folgte eine Mittelmeerreise bis Ende April 1890 nach Piräus/Athen (Teilnahme an der Hochzeit der Kaiserschwester Sophie), Konstantinopel (Besuch bei Sultan Abdülhamid II.), Korfu (Besuch bei Kaiserin Elisabeth), Venedig, Triest (Besuch der Torpedowerft Whitehead), und zurück nach Wilhelmshaven. Während dieser Reise fuhr Kaiser Wilhelm II. meist auf Hoffmanns Schiff, was ihm in der Flotte den Ehrentitel »Kutscher des Kaisers« eintrug. Am 10. Oktober 1892 zum Kontreadmiral befördert – war Hoffmann Mitglied der Schiffsprüfungskommission, Lehrer an der Marineakademie und Vorstand der wissenschaftlichen Dienste der Marine (zur »Nautischen Abteilung« aufgewertet).
Nach mehreren maßgeblich vom Handel gewünschten Anläufen entschied die deutsche Regierung im Spätsommer 1894 – auch mit Blick auf die Wirren zwischen China, Japan und Korea – einen Kreuzerverband (»Ostasiatische Kreuzerdivision«) nach Ostasien zu entsenden. Mit dem Kommando wurde Kontreadmiral Hoffmann betraut. Noch bevor die Division im Zielgebiet eintraf, hatte Japan mit Siegen bei Pjöngjang und am Yalu und durch die Eroberung von Port Arthur ein Übergewicht geschaffen, das von China nicht mehr gewendet werden konnte und 1895 in den für China ungünstigen Vertrag von Shimonoseki mündete. In den zwei Jahren seines Kommandos erkundete Hoffmann die chinesische Küste, um eine Stelle für einen geeigneten Kriegshafen zu finden. Das Oberkommando in Berlin konnte sich aber nicht entscheiden, ob dieser Hafen marinetechnischen oder -taktischen Bedürfnissen entsprechen und ob er nur durch Vertrag oder auch mit Gewalt genommen werden sollte (erst unter Hoffmanns Nachfolgern Alfred von Tirpitz und Otto von Diederichs wurden diese Fragen in Berlin entschieden). Kriegerische Auseinandersetzungen blieben Hoffmanns Division erspart. Formaler Höhepunkt seines Aufenthaltes in Ostasien war der Besuch beim japanischen Kaiser Meiji am 10. August 1895.
Am 13. Juli 1896 kehrte Hoffmanns Geschwader wieder nach Europa zurück. Er wurde zunächst Inspekteur der II. Marineinspektion (Marinestation der Nordsee) und zugleich für die Dauer der Herbstübungen Chef des II. Geschwaders unter den jeweiligen Flottenchefs Admiral Knorr (1897 und 1898) und Admiral Hans von Koester (1899). Den Höhepunkt seiner Karriere erreichte Hoffmann am 18. September 1899 mit der Beförderung zum Vizeadmiral und am 1. Oktober 1899 mit der Ernennung zum Chef des I. Geschwaders. Damit trug er die Verantwortung für die Ausbildung, Führung und Bereitschaft des einzigen in der Heimat stehenden Verbandes der deutschen Kriegsmarine, der jederzeit zum sofortigen Kriegseinsatz bereit sein musste. Diese Beförderung und Ernennung war auf Grund von Hoffmanns Status und Leistungen in der Flotte allgemein erwartet worden. Umso mehr waren die Flaggoffiziere und die Öffentlichkeit schockiert, als Hoffmann – Chef der Übungsflotte – am Ende der Herbstmanöver 1900 ohne erkennbaren Grund mit sofortiger Wirkung, wenn auch »in Ehren« und mit voller Pension, entlassen und zur Disposition gestellt wurde. Der wirkliche, öffentlich verschwiegene Grund für diese abrupte Entlassung war die Ernennung des Kaiserbruders Prinz Heinrich von Preußen als Nachfolger Hoffmanns. Heinrich war seit rund einem Jahr Vizeadmiral, aber ohne Funktion, Geltung und Ansehen auf Grund eigener Tätigkeit, und brauchte dringend eine seinem militärischen Grad und seiner dynastischen Stellung angemessene Funktion mit Titel in der Marine. Durch die Erhebung seines Bruders erreichte der Kaiser auch ein weiteres für ihn erstaunlicherweise noch stets vorrangiges Ziel: die Sicherung seiner dynastischen Macht.
Hoffmann hat sich in der Öffentlichkeit nicht zu seiner Entlassung geäußert und ist später nicht militärisch oder parteipolitisch tätig geworden. Er hat eine größere Zahl von Schriften staatspolitisch-ökonomischen oder völkerrechtlichen Inhalts publiziert.

## Persönliches
Paul G. Hoffmann ehelichte am 14. Februar 1876 die acht Jahre jüngere Arzttochter Franziska Hennicke in Gronau, mit der er drei Söhne hatte: Friedrich Walter starb 1884 dreijährig. Johann Carl (* 1876) starb unverheiratet am 4. März 1918 bei der Erstürmung des Kemmelberges in Flandern. Werner Wolfgang (1879–1938) schlug zunächst die Laufbahn als Seeoffizier ein, wurde dann auf Grund einer im Dienst erlittenen Tropenkrankheit freigestellt, aber während des Weltkrieges wieder aktiviert. Bekannt wurde er als begabter und zeitweise gesuchter Maler; seine Gemälde (vor allem Landschaften und Porträts) in post-impressionistischem Stil bestechen durch Unmittelbarkeit und starke Ausstrahlung.
Vizeadmiral Hoffmann war ein unbestritten hervorragender Seemann, vor allem als Nautiker, galt aber als eher spröde und distanziert, wenn auch konsequent, gerecht und fürsorglich für seine Offiziere und Mannschaften. Hofleben und Repräsentation waren ihm zuwider; er war vermutlich Republikaner, wie Vater und Großvater. Es gibt von Hoffmann kein Bild in Galauniform oder mit Orden.
Ein Nachlass von Hoffmann befindet sich seit 2021 im Deutschen Marinemuseum in Wilhelmshaven.

## Schriften
- Private Tagebücher der Seereisen (nicht publiziert).
- Handbuch der Navigation mit besonderer Berücksichtigung von Kompass und Chronometer sowie der neuesten Methoden der astronomischen Ortsbestimmung, Berlin, 1. Aufl. 1878, 3. Aufl. 1891.
- Zur Mechanik der Meeresströmungen an der Oberfläche der Oceane. Ein Vergleich der Theorie mit der Erfahrung, Berlin 1884.
- Die Abschaffung der Getreidezölle in England (1904).
- Agrarsozialismus und Bevölkerungssorgen in Frankreich (1905).
- Monarchisches Prinzip und Ministerverantwortlichkeit (1911).
- Die Öffnung der Dardanellen (1913).
- Die parlamentarische Regierung in den britischen Tochterstaaten (1913).
- Der Panamakanal (1914).